# Cresta de Kaʻena
La cresta de Kaʻena, también conocida como volcán de Kaʻena, es un remanente sumergido de un antiguo volcán en escudo que se encuentra al norte de la sección norte de la isla hawaiana de Oʻahu y que en su día la componía.

## Geología
La cresta de Ka'ena fue el más antiguo de los tres volcanes que formaron Oahu y también el menos elevado cuando salió del nivel del mar. Tenía unos 3.000 pies.
La actividad del Kaʻena comenzó hace aproximadamente 5 millones de años. A pesar de ser el volcán más antiguo de Oahu, rompió el nivel del mar 400.000 años después de que lo hiciera el Waiʻanae.  Esto se debe a que el Kaʻena se formó sobre una menor profundidad del mar, mientras que otros volcanes de Oahu se formaron sobre crestas preexistentes
Hace unos 3 millones de años, surgieron simultáneamente el Ka'ena, el Wai'anae y el Ko'olau. El Ka'ena se sumergiría más tarde por debajo del nivel del mar en una fecha desconocida.
En su estado actual, la cresta de Ka'ena se extiende de 35 a 55 km de ancho y se encuentra a 75-100 km al noroeste de Kaena Point, el extremo más occidental de Oahu.